# ستيف ناش
ستيف ناش (بالإنجليزية: Steve Nash) مواليد 7 فبراير 1974، هو لاعب كرة سلة كندي يلعب مع فريق لوس أنجلوس ليكرز في الرابطة الوطنية لكرة السلة ويحمل الرقم 10. يبلغ طوله 6 قدم 3 بوصة (1.9 م).

## فرق لعب لها
- فينيكس صنز
- دالاس مافيريكس
- لوس أنجلوس ليكرز